# جام حذفی فوتبال ایتالیا ۱۶–۲۰۱۵
کوپا ایتالیا ۱۶–۲۰۱۵ که به دلایل حمایت مالی با نام جام  TIM نیز شناخته می‌شود، شصت و نهمین دورهٔ جام‌های ملی در فوتبال ایتالیا بود. این مسابقات در ۲ اوت ۲۰۱۵ آغاز شد و با بازی نهایی در ۲۱ مهٔ ۲۰۱۶ به پایان رسید. یوونتوس پس از شکست ۱–۰ میلان با گل موراتا در وقت اضافه، با موفقیت از عنوان قهرمانی خود دفاع کرد. آنها رکورد یازدهمین عنوان را در این رقابت به‌دست آوردند.